# Liste der Naturdenkmale in Holzgerlingen
| Naturdenkmale | Anzahl |
| ------------- | ------ |
| FND           | 7      |
| END           | 10     |
| Gesamt        | 17     |

Die Liste der Naturdenkmale in Holzgerlingen nennt die verordneten Naturdenkmale (ND) der im baden-württembergischen Landkreis Böblingen liegenden Stadt Holzgerlingen. In Holzgerlingen gibt es insgesamt 17 als Naturdenkmal geschützte Objekte, davon 7 flächenhafte Naturdenkmale (FND) und 10 Einzelgebilde-Naturdenkmale (END).
Stand: 31. Oktober 2016.

## Flächenhafte Naturdenkmale (FND)
| Name                                                  | Bild | Kennung     | Einzelheiten             | Position | Fläche Hektar | Datum         |
| ----------------------------------------------------- | ---- | ----------- | ------------------------ | -------- | ------------- | ------------- |
| Altholzbestand Schillerhöhe (11 Linden, 11 Kastanien) | BW   | 81150240013 | Holzgerlingen            | ⊙        | 0,3           | 26. Aug. 1992 |
| Feuchtbiotop Bebelsberg                               | BW   | 81150240004 | Holzgerlingen            | ⊙        | 0,5           | 26. Aug. 1992 |
| Kastanien- und Obstbaumallee u. Linde am Bahnhof      |      | 81150240010 | Holzgerlingen            | ⊙        | 2,8           | 26. Aug. 1992 |
| Linden- und Pappelallee an der Straße Mauren-Altdorf  | BW   | 81150240007 | Holzgerlingen            | ⊙        | 1,9           | 26. Aug. 1992 |
| Quelle am Eschelbach                                  | BW   | 81150240014 | Holzgerlingen            | ⊙        | 0,6           | 26. Aug. 1992 |
| Quelle Vorderer Mönchsbrunnen                         | BW   | 81150240002 | Holzgerlingen            | ⊙        | 0,0           | 26. Aug. 1992 |
| Schonwald Maurener Hau                                | BW   | 81150030043 | Böblingen, Holzgerlingen | ⊙        | 0,7           | 10. Nov. 1992 |
| Legende für Naturdenkmal                              |      |             |                          |          |               |               |

## Einzelgebilde (END)
| Name                               | Bild | Kennung     | Einzelheiten  | Position | Fläche Hektar | Datum         |
| ---------------------------------- | ---- | ----------- | ------------- | -------- | ------------- | ------------- |
| Bismarckeiche im Mönchrain         | BW   | 81150240003 | Holzgerlingen | ⊙        | 0,0           | 26. Aug. 1992 |
| Drillingsbuche am Bebelsberg       | BW   | 81150240001 | Holzgerlingen | ⊙        | 0,0           | 26. Aug. 1992 |
| Eiche Eschelbach                   | BW   | 81150240012 | Holzgerlingen | ⊙        | 0,0           | 26. Aug. 1992 |
| Eiche in den Weingärten            | BW   | 81150240016 | Holzgerlingen | ⊙        | 0,0           | 26. Aug. 1992 |
| Linde an der Schule                | BW   | 81150240008 | Holzgerlingen | ⊙        | 0,0           | 26. Aug. 1992 |
| Luther-Eiche am Pfarrhaus          | BW   | 81150240009 | Holzgerlingen | ⊙        | 0,0           | 26. Aug. 1992 |
| Winterlinde am Brunnen             | BW   | 81150240011 | Holzgerlingen | ⊙        | 0,0           | 26. Aug. 1992 |
| Winterlinde am Ludlensbad          |      | 81150240006 | Holzgerlingen | ⊙        | 0,0           | 26. Aug. 1992 |
| 1 Winterlinde an der Unteren Mühle | BW   | 81150240015 | Holzgerlingen | ⊙        | 0,0           | 26. Aug. 1992 |
| 3 Kaisereichen im Schützenbühl     |      | 81150240005 | Holzgerlingen | ⊙        | 0,0           | 26. Aug. 1992 |
| Legende für Naturdenkmal           |      |             |               |          |               |               |